# 8869 Olausgutho
8869 Olausgutho eller 1992 EE11 är en asteroid i huvudbältet som upptäcktes den 6 mars 1992 av UESAC vid La Silla-observatoriet. Den är uppkallad efter Olaus Johannis Gutho.